# Yamia bundokalbo
Yamia bundokalbo är en spindelart som först beskrevs av Alberto Barrion och James A. Litsinger 1995.  Yamia bundokalbo ingår i släktet Yamia och familjen fågelspindlar.
Artens utbredningsområde är Filippinerna. Inga underarter finns listade i Catalogue of Life.